# デジタルジレンマ
デジタルジレンマ（英: Digital Dilemma）とは、情報技術の発展によって情報をデジタルで保存するようになったことで、かえってアナログで保存するよりも非効率になるというジレンマである。

## 概要

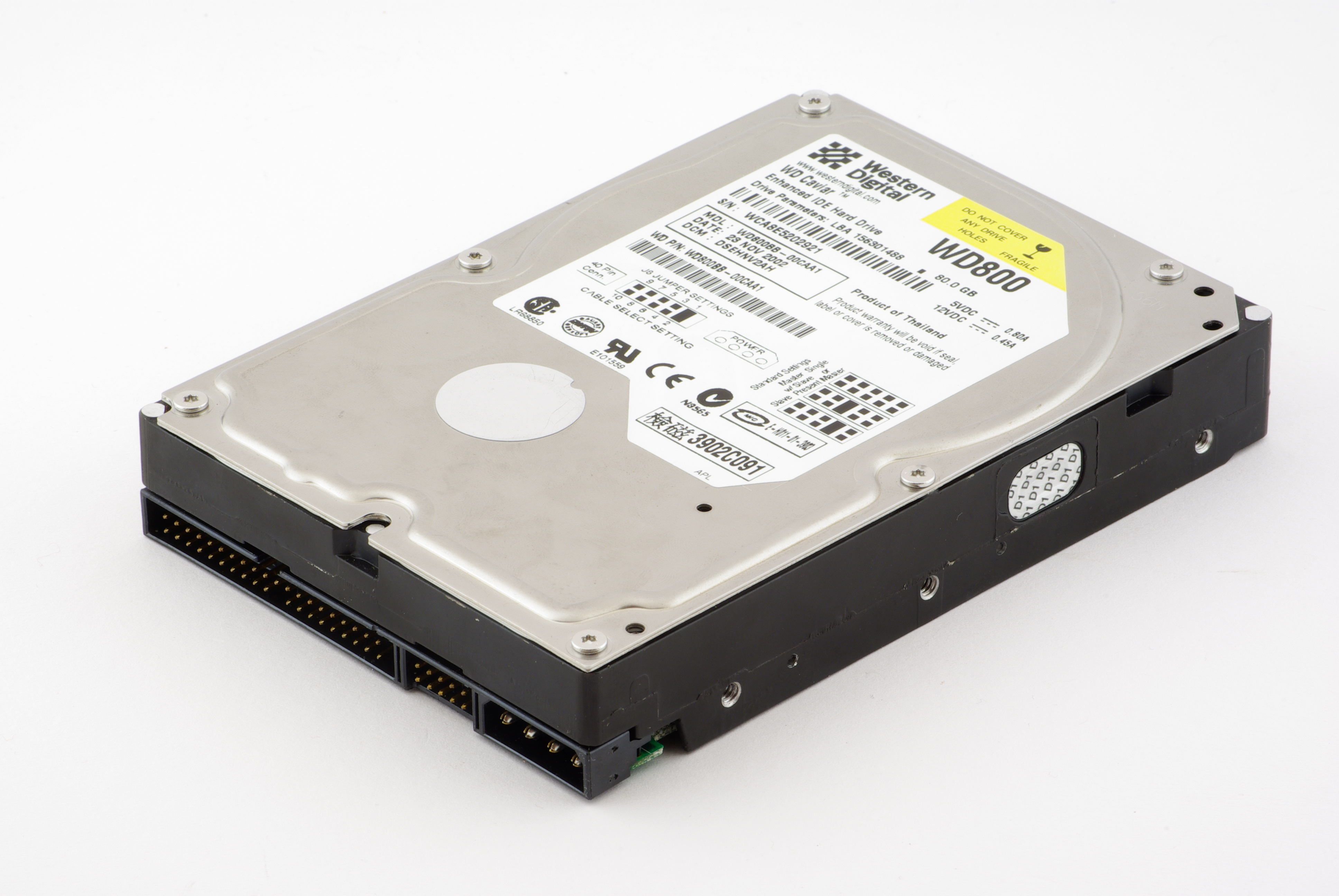
CD、DVD、ハードディスク、フラッシュメモリなどの寿命は5年～20年程度といわれている。

アメリカ合衆国の映画芸術科学アカデミーが「The Digital Dilemma」と題する報告書において述べたもので、報告書によれば、映画はデジタル方式で同等の画質の映像データをストレージに記録・保存すると、従来のアナログ方式である35mmフィルムで保存する方法に比べて格段にコストが高くつく。
また、デジタル方式での保存性に関しての保証は確立されておらず、かつ記録メディアの劣化や故障などでマスターデータが消失すれば取り戻しが非常に困難（高コスト）になるという危険性もはらんでいる。CD、DVD、ハードディスクなどの寿命は5年から20年程度といわれている。フラッシュメモリは製品仕様上、長期保管を想定していない。デジタル技術の革新の速度は速く、フロッピーディスクに保存したデータがCDやDVDの全盛期となって以降は読めなくなることが多いのと同様に、CDやDVDもいつかは新しいメディアに取って代わられるため、その都度新しいメディアにコピーを繰り返す必要が生じ、結果的にアナログ方式よりも格段にコストがかかってしまう。190度で138億年保管できるガラス製光ディスクなども開発されているが、再生装置が138億年後も存在する可能性は疑問である。
アカデミーは2000年代初頭から、アカデミー賞作品などをはじめ膨大な数の映画フィルムをデジタル化して磁気ディスクなどデジタル方式に変換して保存することが妥当かどうかを調査した結果、具体的な方法と技術はまだ見出されていないとして2007年に「ザ・デジタル・ジレンマ」と題する報告書を発表し、社会に警鐘を鳴らした。同報告書にて、デジタル保存の戦略として、移行(マイグレーション)とエミュレーションが挙げられている。移行(マイグレーション)により、元データが格納された媒体の移し替えや(必要に応じて)フォーマット変換を行いつつ、併行してエミュレーションを準備することによって、もともとのファイルフォーマット、アプリケーションプログラム、場合によってはオペレーティングシステムを模倣し、フォーマット変換前の元データを読み取り可能とするものである。
慶應義塾大学で2008年10月下旬に開かれた国際シンポジウム「デジタル知の恒久的保存と活用に向けて」と題したシンポジウムで、アカデミー賞を主催する米映画芸術科学アカデミーのアンディ・モルツは、「デジタル映画の長期保存は難しい。百年以上使われてきた35ミリメートルフィルムに匹敵する技術は無い」と断言した。モルツはほとんどのハリウッドの映画スタジオが保存用の映画をフィルムにしている現況を紹介し、フィルムと同等の4K（4096×2160の画素）の品質でデジタル映画化した場合、保管コストはフィルムの場合の11倍になると算出している。

## マイグレーション
デジタルコンテンツの長期的保存は、新方式の記録媒体が登場する度にデータのコピーを繰り返すマイグレーション（移住）が最適とされてきた。しかし、2時間のフィルムで2-5テラバイトもの情報量がある高密度画像の映画には膨大なコストがかかる。アンディ・モルツは映画業界のほか、アメリカ国立公文書記録管理局（NARA）やアメリカ議会図書館など多くの分野で同じ課題に直面していることを指摘している。